# Alphonse de Cuyper
Alphonse de Cuyper, también  Alphons De Cuyper (3 de abril de 1877- 7 de junio de 1937) fue un escultor de Bélgica.

## Vida y obras
Obtuvo una medalla de bronce en la competición de escultura de los Juegos Olímpicos de Amberes  del año 1920. Fue superado por sus compatriotas Albéric Collin (oro) y Simon Goossens (plata)